# Pier Steensma
Pier Steensma (Almenum, 22 maart 1890 – Amsterdam, 22 januari 1969) was een Nederlandse archeoloog en aquarellist van Friese afkomst. 

## Loopbaan
Na het gymnasium studeerde hij filologie aan de Sorbonne in Parijs. Hierna had hij betrekkingen in zowel binnen- als buitenland op het gebied van de klassieke archeologie, de numismatiek in het bijzonder. Tijdens zijn reizen legde Steensma oude monumenten vast in zijn aquarellen. Deze gaven hem ook buiten de academische wereld enige bekendheid. Zijn wetenschappelijke oeuvre omvat een aantal artikelen en enkele monografieën.